# Victoria de Durango
Victoria de Durango egy nagyváros Mexikóban, Durango állam fővárosa. Lakossága 2010-ben megközelítette az 520 000 főt. Nevét egyrészt a baszkföldi Durango városáról, másrészt Guadalupe Victoriáról, a mexikói függetlenségi háború hőséről, Mexikó első elnökéről kapta.

## Földrajz

### Fekvése
A város Mexikó északi részén, Durango állam középpontjától kissé délre fekszik a Nyugati-Sierra Madre hegyei között elterülő medencében, ami a tenger szintje felett körülbelül 1850–1900 méterrel található, de északnyugati városrészei már a hegyoldalakra kúsznak fel. Itt emelkedik a bányájáról nevezetes Cerro de Mercado nevű csúcs is. A hegyekből több patak ered, többek között átfolyik a városon az El Tunal nevű vízfolyás is.

### Éghajlat
A város éghajlata forró és viszonylag száraz. Minden hónapban mértek már legalább 31 °C-os hőséget, de a rekord nem érte el a 40 °C-ot. Az átlagos hőmérsékletek a januári 10,9 és a júniusi 22,2 fok között váltakoznak, fagy ősz közepétől tavasz közepéig előfordul. Az évi átlagosan 529 mm csapadék időbeli eloszlása nagyon egyenetlen: a júniustól szeptemberig tartó 4 hónapos időszak alatt hull az éves mennyiség közel 80%-a.
| Hónap                                   | Jan.  | Feb.  | Már. | Ápr. | Máj. | Jún. | Júl. | Aug. | Szep. | Okt. | Nov. | Dec.  | Év    |
| --------------------------------------- | ----- | ----- | ---- | ---- | ---- | ---- | ---- | ---- | ----- | ---- | ---- | ----- | ----- |
| Rekord max. hőmérséklet (°C)            | 32,0  | 32,0  | 36,0 | 36,0 | 39,5 | 38,0 | 34,0 | 36,8 | 37,0  | 34,0 | 31,0 | 32,0  | 39,5  |
| Átlagos max. hőmérséklet (°C)           | 20,5  | 22,1  | 24,5 | 27,2 | 30,0 | 30,4 | 28,0 | 27,6 | 26,7  | 25,6 | 23,0 | 20,5  | 25,5  |
| Átlaghőmérséklet (°C)                   | 10,9  | 12,2  | 14,9 | 17,7 | 20,6 | 22,2 | 21,0 | 20,7 | 19,4  | 17,4 | 14,0 | 11,3  | 16,9  |
| Átlagos min. hőmérséklet (°C)           | 1,3   | 2,4   | 5,3  | 8,2  | 11,1 | 14,0 | 14,0 | 13,7 | 12,2  | 9,1  | 5,0  | 2,1   | 8,2   |
| Rekord min. hőmérséklet (°C)            | −12,0 | −12,0 | −5,0 | −6,0 | 1,4  | 6,5  | 1,3  | 7,0  | 3,0   | 0,0  | −6,0 | −10,0 | −12,0 |
| Átl. csapadékmennyiség (mm)             | 11    | 8     | 4    | 6    | 13   | 69   | 122  | 140  | 81    | 52   | 14   | 10    | 529   |
| Forrás: Servicio Meteorológico Nacional |       |       |      |      |      |      |      |      |       |      |      |       |       |

## Közlekedés
Victoria de Durangón áthalad a két óceánt Monterreyen, Saltillón és Torreónon keresztül összekötő 40-es, valamint a kevésbé fontos, északnyugat-délkeleti irányú 23-as főút is.
A város nemzetközi repülőtere a General Guadalupe Victoria nemzetközi repülőtér, ami a település északkeleti határában épült fel.

## Népesség
A település népessége a közelmúltban folyamatosan növekedett:
| Év   | Lakosság |
| ---- | -------- |
| 1990 | 348 036  |
| 1995 | 397 687  |
| 2000 | 427 135  |
| 2005 | 463 830  |
| 2010 | 518 709  |

## Története
A terület első lakói a náhuák voltak, később szakatékok és tepevánok érkeztek ide. A még nem létező város helyét már 1552-ben elérte Ginés Vázquez de Mercado, aki a később róla elnevezett Cerro de Mercado nevű hegyben gazdag ezüstbányát remélt feltárni, azonban csalódnia kellett, mivel „csak” vasércre lelt. Mercado ezért elhagyta a helyszínt, és csak két évvel később, 1554-ben érkezett meg a következő felfedező, Francisco de Ibarra. A bánya kihasználása csak évszázadokkal később, 1828-ban kezdődött meg. 1562-ben Luis de Velasco, Új-Spanyolország alkirálya tartományi kormányzóvá nevezte ki Ibarrát, aki szülőföldje tiszteletére Új-Vizcayának nevezte el ezt az északnyugati tartományt és városokat kezdett alapítani. 1563-ban egyik kapitányát, Alonso Pachecót a Guadiana-völgybe küldte, hogy Nueva Villa („Újváros”) néven alapítsa meg a kormányzat leendő székhelyéül is szolgáló települést, Pacheco azonban Villa de Guadianának kezdte nevezni az új települést, amelynek először kijelölte főterének helyét, és meghatározta, hogy annak északi oldalán templom, déli oldalán pedig kormányzati palota épüljön. A tértől keletre és nyugatra eső földeket szétosztották az első birtokosok között. Ibarra a helyi indiánok és az első telepesek segítségével csatornát is építtetett, amelynek köszönhetően lehetővé vált a völgy nyugati részén található Ojos de Agua nevű helyről a víz városközpontba történő bevezetése.
A város 1620. október 11-én püspöki székhellyé vált, majd 1630. március 3-án kikiáltották, hogy Durango az eddigi villa helyett ciudad rangra emelkedik. A következő évtizedekben a kormányzók az ellenséges indiánok támadásai miatt inkább Parralba tették át székhelyüket, és csak 1738-ban lett újra Durango a tartomány fővárosa. 1812-ben a spanyolok elfogtak több függetlenségi harcost, köztük Miguel Hidalgo testvérét, Ignaciót, akit itt végeztek ki. A város 1826-ban a függetlenségi háború egyik hősének és a függetlenné vált Mexikó első elnökének, Guadalupe Victoriának tiszteletére hivatalosan felvette a Victoria de Durango nevet.
1891. június 23-án Victoria de Durango érseki székhely lett. 1911-ben, a forradalom során Domingo Arrieta León csapatai foglalták el a várost, majd mikor Victoriano Huerta ragadta magához a hatalmat, fellázadtak ellene. 1913-ban forradalmárok egy csoportja fel is gyújtotta a települést. Venustiano Carranza mozgalmának győzelme után Arrietát az állam kormányzójává választották.

## Turizmus, látnivalók

### Műemlékek és egyéb épületek
Victoria de Durango történelmi belvárosában rengeteg, főként barokk stílusú régi műemlék található, de vannak újabb építésű értékes épületek is. Az első székesegyház 1621-ben épült, miután a város püspöki székhellyé vált. A mai, 18. század közepéről származó székesegyház már a negyedik ilyen épület. Szintén a 18. században épült a jezsuita kolostor, ami ma a Durangói Juárez Egyetem központi épülete. A Guadalupe-szentély 1653 és 1658 között épült Pedro Barrientos Lomelín püspök rendeletére. A régi misszió épületének helyén Porfirio Díaz elnöksége idején létesült a Templo de Analco nevű templom, amihez hozzá tartozik a San Juan Bautista de Analco-kápolna is. Az 1800-ban elkészült Victoria színház egybeépült a Zambrano-palotával, mivel a palota tulajdonosa eredetileg magánszínháznak szánta. Mai nevét a függetlenségi háború kitörésének századik évfordulója alkalmából rendezett ünnepségek alkalmával kapta. A mai kulturális épületegyüttes 1899-ben épült, eredetileg kórháznak, majd 1911-ben laktanyának használták, 1936-tól pedig itt működött a Juana Villalobos-internátus. A kormányzati palota a 18. század végén épült, benne hatalmas falfestmények láthatók az állam történelméről. Az úgynevezett kormányház (Casa de Gobierno) a 19. századból származik, de nyomait mutatja az előző évszázad építményeinek is. Benne bútorgyűjtemény tekinthető meg. Súchil grófjának háza 18. századi építmény (barokk homlokzata 1775-ben készült). Az Agüero kormányzó által építtetett házat később José del Campo Soberón y Larrea, a Súchil-völgy első grófja vásárolta meg. A Ricardo Castro színház 1924. március 27-én nyílt meg. A községi palota (más néven Palacio Escárzaga) fényűző épülete a 18. században épült, 1930 óta igazgatják innen a községet.
2015-ben Victoria de Durangóban avatták fel Mexikó legmagasabb, 125 méteres zászlóemlékművét, amely ekkor az egész világ nyolcadik, az amerikai kontinensnek pedig a legmagasabb ilyen építménye lett.

### Múzeumok

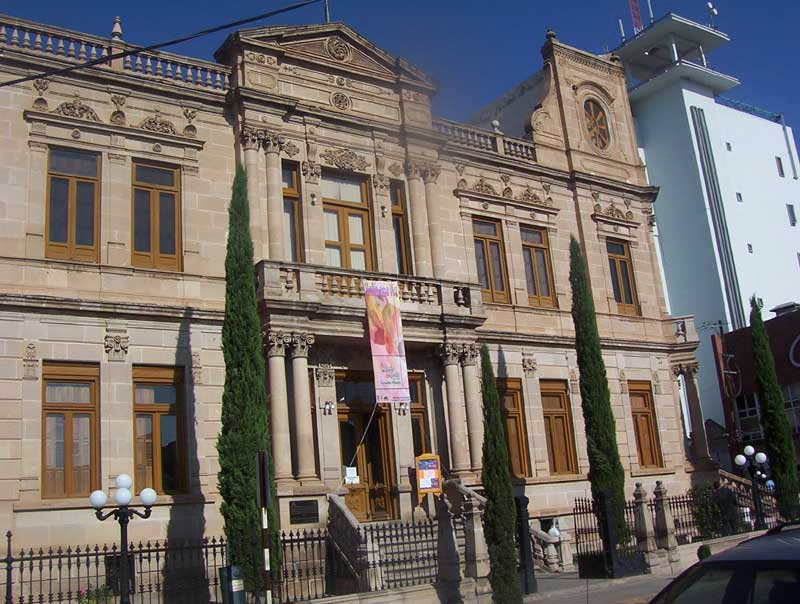
A Mueso del Aguacate

A városban több múzeum is található. A Museo de las Culturas Populares de Durangóban a népi kultúrával ismerkedhet meg a látogató: külön termekben láthatók a kosárfonók, a keramikusok és a textilművesek alkotásai. A Museo del Aguacate (jelentése: „az avokádó múzeuma”) 12 termében többféle történelmi kiállítás kapott helyet. Az Ángel Zarragáról elnevezett kortárs művészeti múzeum 1994-ben nyílt meg, az állami könyvtárban pedig egy könyvmúzeum mutatja be a könyvek több ezer éves történetét.

### Kultúra, rendezvények
A város legjelentősebb ünnepe az évente más-más időpontban, de mindig az alapítás napjának (július 8-nak) a közelében megtartott, 15 napig tartó fesztivál, a Feria Nacional de la Ciudad de Durango. Az allegórikus kocsik felvonulásával kezdődő rendezvény napjai során többek között sportesemények, színházi bemutatók, ipari és mezőgazdasági témájú kiállítások és vásárok, gasztronómiai programok, konferenciák, filmvetítések követik egymást, de megválasztják az ünnep királynőjét is.
A helyi kézművesek legfőbb termékei a fonott kosarak és a szőtt textilek, de néhány üvegfújó is dolgozik a városban.